# Cunio
Cunio fu un insediamento fortificato fondato attorno all'VIII secolo sulla riva sinistra del fiume Senio, 2 km a sud di Cotignola e 3 km a est della frazione Barbiano.

## Storia
Il toponimo è ricordato in alcune pergamene ravennati (del 767, del 950 e del 1002). Le prime notizie sulla fortificazione appaiono attorno all'anno 1000, anche se il nome di chi l'ha costruito è tuttora ignoto.
Così lo descrive Girolamo Bonoli: 
(G. Bonoli, Storia di Lugo ed annessi, 1732.)
Tra il 1125 e il 1129 il castrum venne fortificato con l'aiuto dei Ravennati, alleati dei conti di Cunio. Nel 1145, però, Faenza sconfisse le truppe ravennati (battaglia di Santa Lucia delle Spianate) conquistando l'egemonia sul territorio tra le due città. Ravenna dovette giocoforza allentare l'alleanza coi Cunio. Faenza ne approfittò per attaccare la fortificazione, che fu rasa al suolo nel 1147.
Ricostruito dopo alcuni anni, il castrum subì nuove devastazioni nel 1209 e nel 1257, ma venne sempre ricostruito. L'insediamento fu distrutto definitivamente da Maghinardo da Susinana, alla testa dei ghibellini di Faenza, nell'anno 1296, dopo una sconfitta subita dalla coalizione guelfa formata dai conti di Cunio, dai Manfredi e dai Rogati.
Al giorno d'oggi dell'insediamento non vi è più traccia.
Nel 2018 è stata avviata, da parte di archeologi dell'Università di Bologna, la mappatura archeologica della zona detta «Chiusaccia», dove si ritiene sorgesse l'insediamento fortificato, allo scopo di individuare l'area che possa essere oggetto di una campagna di scavi.

## I conti di Cunio
Dal castrum di Cunio trasse origine l'omonima famiglia comitale appartenente al campo guelfo, che fu protagonista delle vicende politiche della Bassa Romagna nel XIII e nel XIV secolo.
 
I conti di Cunio ebbero il possesso della rocca. Inoltre ebbero una residenza a Imola, dove acquistarono il palazzo dei Pietrobono, ed una a Faenza, dove possedettero un ampio casamento lungo il tratto cittadino della via Emilia.

## Religione
Il territorio ove sorse l'insediamento appartiene alla diocesi di Faenza, ma in più circostanze fece riferimento alla diocesi di Imola.

Nel 1226 vi si insediarono i Francescani, in quello che si ricorda come il più antico convento francescano della diocesi imolese.

La chiesa del castrum di Cunio era S. Maria della Tomba (S. Maria de Castro Cunii), sita in destra Senio, a differenza dell'abitato. Era inserita nel pievato di S. Andrea in Panigale. Trasferito il relativo beneficio alla chiesa parrocchiale di San Severo (tuttora esistente), l'edificio di culto scomparve nella seconda metà del XVIII secolo.